# PRIAM enzyme specific profiles
PRIAM enzyme specific profiles(PRofils pour l'Identification Automatique du Métabolisme)は、ペプチド配列の中から酵素である可能性の高い領域を自動的に検出するための方法である。PRIAMでは、位置特異的マトリックスを用いて自動的にそれぞれの酵素のエントリーを作成する。